# Monaster Ikony Matki Bożej „Znak” w Ostaszkowie
Monaster Ikony Matki Bożej „Znak” – nieistniejący już żeński klasztor prawosławny w Ostaszkowie. Założony w 1673, zlikwidowany.
Monaster powstał w XVII wieku na północ od miasta Ostaszkowa, na miejscu uznawanym tradycyjnie za święte. W 1655, a zatem jeszcze przed oficjalnym powołaniem do życia klasztoru, na miejscu tym żyła już wspólnota 23 mniszek i posłusznic. Zgodę na założenie monasteru wyraził w 1673 car Aleksy I. Zakonnice otrzymały od władcy i prywatnych ofiarodawców liczne nadania ziemskie, zaś w 1692 została dla nich wzniesiona drewniana cerkiew. Pięćdziesiąt lat później na jej miejscu zbudowano świątynię murowaną pod wezwaniem Wniebowstąpienia Pańskiego, która w XVIII i XIX stuleciu była kilkakrotnie przebudowywana (w 1780 wzniesiono pięć kopuł). W 1868, po pożarze całego miasta, cerkiew poniosła znaczne straty i została gruntownie przebudowana według projektu Diemidowa. Oprócz głównej świątyni, podniesionej do rangi soboru, w monasterze funkcjonowała cerkiew Tichwińskiej Ikony Matki Bożej, usytuowana nad zachodnią bramą wjazdową na teren klasztoru. 
Po rewolucji październikowej monaster został zamieniony na muzeum sztuki, w którym wystawiano m.in. relikwie szczególnie czczonego w regionie twerskim świętego mnicha Nilusa ze Stołobny, przeniesione z Pustelni Niłowo-Stołobieńskiej, również zamkniętej przez władze. Po upadku ZSRR do użytku liturgicznego została przywrócona jedynie główna cerkiew monasterska. Pozostała część zabudowań pełni funkcje świeckie (m.in. mieszkania).